# Tasm
I Ṭasm in arabo ﻃﺴﻢ‎?) costituivano una mitica popolazione dell'antica Arabia, annoverata tra gli "Arabi scomparsi" (in arabo العرب البائدة‎?, al-ʿArab al-bāʾida). Con questa espressione i genealogisti arabi indicavano quei gruppi umani che avrebbero cominciato per primi a parlare la lingua araba dopo la confusione delle lingue provocata dalla blasfema superbia legata alla costruzione della torre di Babele, mito fatto proprio anche dalla cultura arabo-islamica.
Citati nel Corano, essi sarebbero stati un gruppo umano che vantava come ascendenti il profeta Noè (in arabo ﻧﻮﺡ‎?, Nūḥ e suo figlio Sem.
Insediatisi in Yamāma, i Ṭasm sarebbero stati abbastanza presto raggiunti dai Jadīs (in arabo جديس‎?), coi quali avrebbero vissuto in modo non sempre pacifico, tanto che la leggenda vuole che un vero e proprio ius primae noctis fosse stato imposto ai Jadīs dal tirannico re dei Ṭasm, ʿImlīqerect, dileggiato pesantemente da un poema d'una donna dei Jadīs, inducendo a una rivolta questi ultimi e al massacro dell'iniquo re e dei suo cortigiani.
Uno scampato al massacro riparò dal Tubbaʿ himyarita Ḥassān, che si mise in marcia coi suoi uomini, assumendo tutte le cautele del caso, facendo ad esempio adottare ai suoi guerrieri una mimetizzazione costituita da rami di albero, dal momento che il Ṭasm che era scampato alla morte lo aveva avvertito che sua sorella, Zarqāʾ al-Yamāma, sposata con un Jadīs, era in grado di accorgersi di tutto quand'anche i guerrieri fossero stati lontani tre giorni di marcia, a causa della sua straordinaria vista.
Per buona sorte degli Himyariti, l'allarme dato da Zarqāʾ al-Yamāma quando i nemici erano effettivamente a tre giorni di viaggio, non fu creduto e, invece di prendere le opportune contromisure, i Jadīs si fecero cogliere impreparati e furono sgominati, e la stessa "Cassandra araba" fu presa prigioniera e accecata. 